# Bettina Heim
Bettina Heim (* 2. Juli 1989 in Herisau) ist eine ehemalige Schweizer Eiskunstläuferin. Sie war die Schweizer Meisterin 2011. Ihr Heimatklub war der Winterthurer Schlittschuh-Club, wo sie von Nicole Brüngger-Skoda trainiert wurde. Ihr Choreograph war der mehrfache ehemalige Schweizer Meister Patrick Meier. Sie selbst war von 2010 bis 2013 Trainerin beim Dübendorfer Eislaufclub.
Ihre Matura schloss die Eiskunstläuferin als 17-Jährige mit einer Note von 5,7 als Jahrgangsbeste ab. Nach dem Schweizermeistertitel hat sie ihre Aktivkarriere beendet und sich als Physik-Studentin an der ETH Zürich eingeschrieben. Bettina Heim wird gefördert durch das Excellence Scholarship & Opportunity Programme der ETH Zürich. Ihre 2015 geschriebene Semesterarbeit zu Quantencomputern wurde im Fachmagazin Science veröffentlicht.

## Ergebnisse
| Event / Wintersaison        | 2004/05 | 2005/06 | 2006/07 | 2007/08 | 2008/09 | 2009/10 | 2010/11 |
| --------------------------- | ------- | ------- | ------- | ------- | ------- | ------- | ------- |
| Weltmeisterschaften         |         |         |         |         |         | 32      | 27      |
| Juniorenweltmeisterschaften |         | 24      | 19      |         |         |         |         |
| Europameisterschaften       |         |         |         | 28      |         |         |         |
| Schweizer Meisterschaften   | 4       | 2       | 2       | 4       | 10      | 2       | 1       |
| Crystal Skate of Romania    |         |         |         |         |         |         | 4       |
| Merano Cup                  |         |         |         |         |         | 15      | 4       |
| Mont Blanc Trophy           |         |         |         |         |         | 8       |         |
| Nebelhorn Trophy            |         |         |         |         | 17      |         |         |
| Ondrej Nepela Memorial      |         |         |         |         |         |         | 9       |
| Triglav Trophy              |         |         |         |         |         | 14      |         |

## Werke
- Quantum versus Classical Annealing of Ising Spin Glasses, ETH Zürich, Dezember 2014[6]